# アール・ディクソン
アール・E・ディクソン（英語: Earle E Dickson、1892年10月10日 - 1961年9月21日）は、アメリカ合衆国の発明家。絆創膏を発明し、存命中はほとんどをニュージャージー州のハイランド・パークで過ごした。

## バイブログラフィ
元々、米国ジョンソン・エンド・ジョンソンにて木綿の買い付けを行なっていた。自分の妻が炊事の際頻繁に指を怪我していたため、ガーゼをテープで貼り付け、それを傷口にあてがった。1920年、ガーゼをテープの上に間隔を開けて置き、固定したところ上司のジェームズ・ウッド・ジョンソンがこの案を気に入り、生産に移すこととなった。1924年、ジョンソン・エンド・ジョンソンは機械を導入し、それまで手作りだった包帯を大量生産するようになった。また、この成功によりジョンソン・エンド・ジョンソンの副社長に昇進、就任した。1961年9月21日、68歳で亡くなった。

## 関連リンク
- The story as told by Johnson & Johnson
- Earle Dickson Lemuelson-MITプログラムより